# Biggest Loser VIP
Biggest Loser VIP är ett svenskt TV-program som sändes hösten 2017 på  Sjuan med Anna Brolin som programledare och Mikael Hollsten som tränare.
I programmet får tittarna följa kända svenskars resa mot ett hälsosammare liv, där den som uppnått största viktnedgång i förhållande till sin kroppsvikt vinner.
Sju personer tävlade på Ekolsunds slott där tre gick vidare till finalen. Vinnare blev Anna Book före Loulou Lamotte och Runar Sögaard.

## Deltagare
Nedan listas deltagarna som tävlade i programmet. Deltagarna står angivna efter placering i tävlingen.
- Anna Book (1:a)
- Loulou Lamotte (2:a)
- Runar Sögaard (3:a)
- Morgan Karlsson (4:a)
- Camilla Henemark (5:a)
- Jan "Blondie" Hammarlöf (6:a)
- Jonas Hallberg (7:a)

## Deltagare, andra säsongen[3]
- Alexandra Louthander
- Alexandra Zazzi (2:a)
- Kalle Moraeus
- Erik Hörstadius (1:a)
- Pekka Lindmark
- Gunilla Persson
- Carl-Jan Granqvist
- Magnus Schönberg